# Mack 10
Дедрік Д'Мон Ролісон (нар. 9 серпня 1971, Інглвуд, Каліфорнія, США), більш відомий під псевдонімом Mack 10, — американський репер і актор. Він продав у сумі майже 11 мільйонів платівок, включно з груповими роботами. Mack 10 вперше з'явився на компіляції Ice Cube Bootlegs & B-Sides1994 року на реміксі треку "What Can I Do?" і був учасником хіп-хоп супергрупи Westside Connection разом з WC і Ice Cube. Mack 10 також є творцем незалежного звукозаписного лейблу Hoo-Bangin' Records. Створив своє сценічне ім'я з назви пістолета-кулемета Ingram MAC-10.

## Раннє життя
Народився 9 серпня 1971 року в Інглвуді, (Каліфорнія) в змішаній афро-американсько-мексиканській родині.

## Кар'єра
Mack 10 вперше з'явився на збірці Ice Cube "Bootlegs & B-Sides" на треку "What Can I Do? (Remix)".
Його дебютний золотий альбом Mack 10 був випущений у 1995 році на лейблі Priority Records і включав хіт "Foe Life". Наступні два його релізи Based on a True Story (1997) і The Recipe (1998) також отримали золотий сертифікат і досягли № 14 і № 15 у чарті Billboard 200 відповідно.
Відмінною рисою третього альбому The Recipe була участь майже в кожній композиції запрошених зірок. Наступний диск The Paper Route продавався помітно гірше, і після нього Mack 10 зайнявся пошуком нового стилю. Кроком у цьому напрямі став випущений у 2001 році лейблом Cash Money Records альбом Bang or Ball. У 2003 році відбулося його повернення до хіт-парадів із сольним диском Ghetto, Gutter & Gangster та другим альбомом групи Westside Connection Terrorist Threats, випущеним Capitol Records і здобув золотий статус.

Mack 10 також є засновником незалежного звукозаписного лейблу Hoo-Bangin Records. Він з'явився з WC та Ice Cube у зірковому сайд-проекті Westside Connection 1996 року та заснував власну продюсерську компанію Mack One-O, яка підписала гурти Allfrumtha-I та Comrades. Mack 10 також підписав Glasses Malone на свій імпринт Hoo-Bangin Records через Cash Money Records.
Його останній альбом, Soft White 2009 року, був випущений на Hoo-Bangin' Records і Fontana Distribution. Першим синглом стала «Big Balla» за участю Birdman і Glasses Malone.

## Конфлікти
Mack 10 брав участь у численних ворожнечах, зокрема з репером Common у пісні "Westside Slaughterhouse". У 1996 році, коли Мак 10 був учасником реп-супергрупи Westside Connection, він знявся в пісні «King of the Hill» Ice Cube — дис-пісні, спрямованій до реп-групи Cypress Hill. WC не захотів брати участь у ворожнечі, щоб не зіпсувати свої багаторічні стосунки з Cypress Hill. Пізніше ворожнеча була придушена обома сторонами.

## Особисте життя
У серпні 2000 року Ролісон одружився з Тіонн «T-Boz» Уоткінс з R&B-тріо TLC. Однак у 2004 році вони розлучилися. У них є донька Чейз Анела Ролісон, яка народилася в жовтні 2000 року.

## Дискографія

### Студійні альбоми
- Mack 10 (1995)
- Based on a True Story (1997)
- The Recipe (1998)
- The Paper Route (2000)
- Bang or Ball (2001)
- Ghetto, Gutter & Gangsta (2003)
- Hustla's Handbook (2005)
- Soft White (2009)

### Спільні альбоми
- Bow Down (з Westside Connection) (1996)
- Mack 10 Presents da Hood (з Da Hood) (2002)
- Terrorist Threats (Westside Connection) (2003)
- Money Music (з Glasses Malone) (2010)

## Фільмографія
| рік      | Назва                                | Примітки          |
| -------- | ------------------------------------ | ----------------- |
| 1997 рік | I'm Bout It                          |                   |
| 1997 рік | Rhyme & Reason                       |                   |
| 1997 рік | Шоу Джеймі Фокса                     |                   |
| 1999 рік | Гущі за воду                         | -                 |
| 2001 рік | Темний ангел                         | 1 сезон, 10 серія |
| 2002 рік | Випадкові акти насильства            |                   |
| 2003 рік | Головорізна алея                     |                   |
| 2005 рік | Домашня вечірка на Хелловін          |                   |
| 2005 рік | Апокаліпсис і королева краси         |                   |
| 2006 рік | Це нелегко                           |                   |
| 2006 рік | Випав                                |                   |
| 2010 рік | Концерт у Сан-Бернардіно, Каліфорнія |                   |
| 2011 рік | Дім Будза                            |                   |

## Поява у відеоіграх
Мак 10 — ігровий персонаж у відеогрі Def Jam: Fight for NY.

## Зовнішні посилання
- Mack 10 на сайті IMDb (англ.)